# Меркурометрія
Меркурометрі́я — титриметричний метод кількісного визначення деяких аніонів, заснований на утворенні малорозчинних сполук при взаємодії з розчинами солей Hg(I). Визначуваними аніонами зазвичай є галогенід-іони, а титрантом — розчин нітрату ртуті(I) Hg2(NO3)2.

## Визначення
При взаємодії між галогенід-іонами та катіоном Hg22+ відбувається осадження малорозчинних галогенідів:
{\displaystyle \mathrm {Hg_{2}^{2+}+2Cl^{-}\longrightarrow Hg_{2}Cl_{2}\downarrow } }; Ks=1,3·10-18
{\displaystyle \mathrm {Hg_{2}^{2+}+2Br^{-}\longrightarrow Hg_{2}Br_{2}\downarrow } }; Ks=5,8·10-23
{\displaystyle \mathrm {Hg_{2}^{2+}+2I^{-}\longrightarrow Hg_{2}I_{2}\downarrow } }; Ks=4,5·10-29

Дифенілкарбазон

Для встановлення кінцевої точки титрування застосовують декілька індикаторів:
- дифенілкарбазон (а також дифенікарбазид), у вигляді 1% розчину в 95% етанолі. Повне відтитрування аніонів і поява надлишкової кількості катіонів веде до утворення синього осаду комплексу (у слабокислому та нейтральному середовищах) або ж посиніння розчину (в HNO3 6 моль/л).

До переваг цього методу відноситься можливість проводити визначення у сильнокислих розчинах, а також при їхній каламутності чи забарвленості. Окрім того можливе і зворотне титрування.

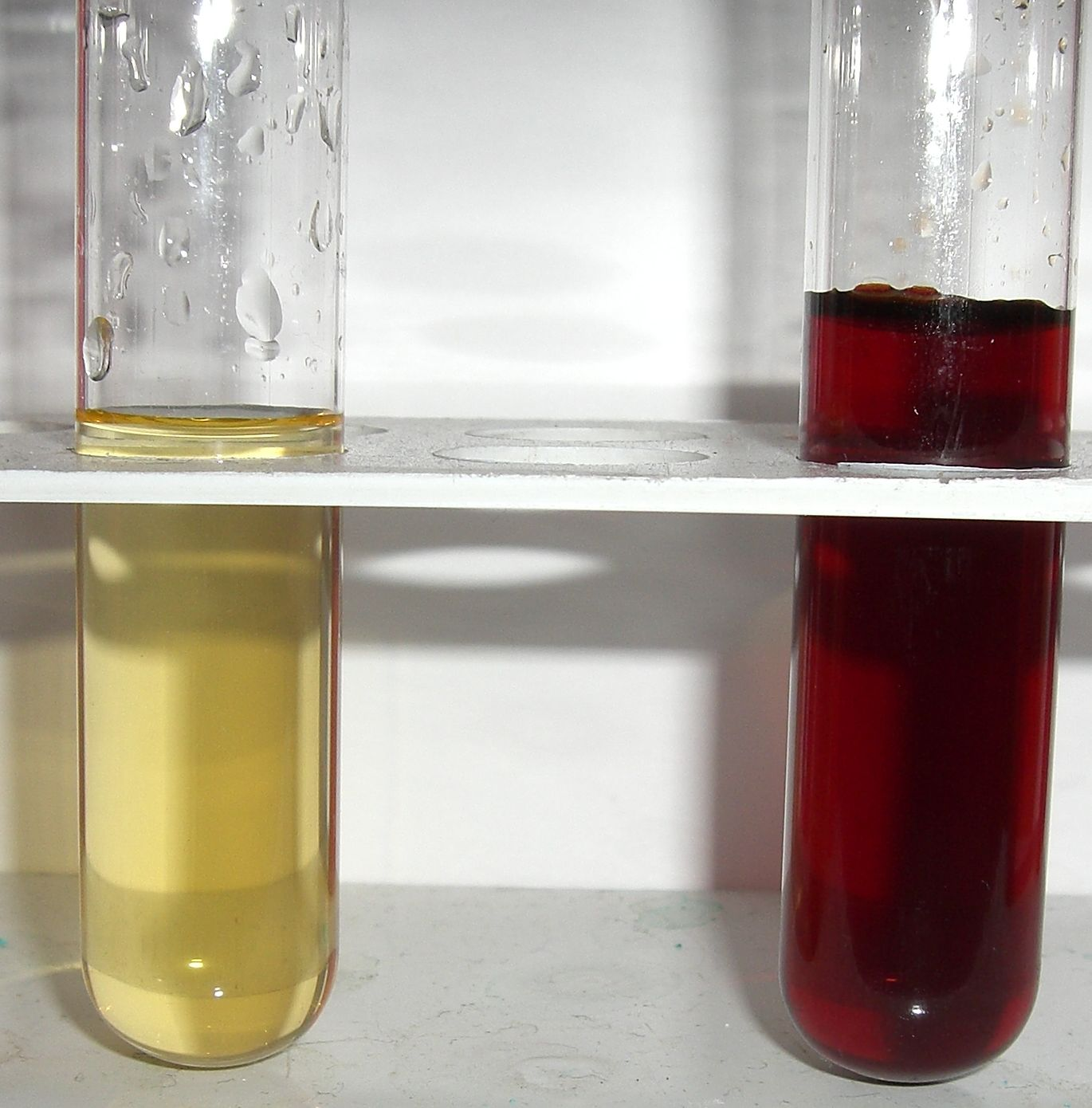
Забарвлення розчинів, що містять іони Fe^{3+} (ліворуч) і комплекс [Fe(SCN)_{3}] (праворуч)

- тіоціанат заліза(III), червоне забарвлення якого зникає при появі надлишку катіонів Hg(I):

{\displaystyle \mathrm {3Hg_{2}^{2+}+2[Fe(SCN)_{3}]\longrightarrow 3[Hg_{2}(SCN)_{2}]+2Fe^{3+}} }
При використанні такого методу слід проводити окремий контрольний дослід, в кому визначається кількість титранту, що йде на реакцію з індикатором. Це число потім віднімається від об'єму титранту, що пішов на визначення аніонів у досліджуваному розчині.

## Застосування
Меркурометрія має певні переваги над подібним до неї методом аргентометрії:
- сполуки ртуті є дешевшими за сполуки срібла;
- сполуки Hg(I) менш розчинні, ніж солі Ag(I), тому пік на кривій титрування поблизу точки еквівалентності виражений чіткіше;
- визначенню хлорид-іонів меркурометричним титруванням не заважають присутні у розчині іони MnO4-, CrO42-, NO2-, SO32-, S2-, а також H2O2.

## Стандартизація
Нітрат ртуті(I) не відповідає вимогам до стандартних речовин, тому після приготування розчину його додатково стандартизують.
Типовим для меркурометрії є розчин титранту концентрацією 0,1 моль/л, приготований розведенням солі у нітратній кислоті. Оскільки солі Hg(I) є нестійкими, вони можуть містити домішки Hg(II). Тому до отриманого розчину додають кілька крапель ртуті і залишають на одну добу у темному місці. Металічна ртуть сприяє відновленню іонів:
{\displaystyle \mathrm {Hg^{2+}+Hg\longrightarrow Hg_{2}^{2+}} }
Концентрацію розчину Hg2(NO3)2 встановлюють за стандартним розчином хлориду натрію відомої концентрації. Індикатором може виступати тіоціанат заліза(III), отриманий in situ додаванням розчинів сполуки заліза(III) і тіоціанату.
Першою частиною стандартизації є титрування аліквоти стандартного розчину NaCl у присутності індикатору, другою — титрування холостої проби, без NaCl. Різницею є об'єм Hg2(NO3)2, що пішов на титрування наважки хлориду, з якого розраховують молярну концентрацію розчину.